# NDRG1
NDRG1 (англ. N-myc downstream regulated 1) – білок, який кодується однойменним геном, розташованим у людей на короткому плечі 8-ї хромосоми. Довжина поліпептидного ланцюга білка становить 394 амінокислот, а молекулярна маса — 42 835.
| 10         |  | 20         |  | 30         |  | 40         |  | 50         |
| ---------- |  | ---------- |  | ---------- |  | ---------- |  | ---------- |
| MSREMQDVDL |  | AEVKPLVEKG |  | ETITGLLQEF |  | DVQEQDIETL |  | HGSVHVTLCG |
| TPKGNRPVIL |  | TYHDIGMNHK |  | TCYNPLFNYE |  | DMQEITQHFA |  | VCHVDAPGQQ |
| DGAASFPAGY |  | MYPSMDQLAE |  | MLPGVLQQFG |  | LKSIIGMGTG |  | AGAYILTRFA |
| LNNPEMVEGL |  | VLINVNPCAE |  | GWMDWAASKI |  | SGWTQALPDM |  | VVSHLFGKEE |
| MQSNVEVVHT |  | YRQHIVNDMN |  | PGNLHLFINA |  | YNSRRDLEIE |  | RPMPGTHTVT |
| LQCPALLVVG |  | DSSPAVDAVV |  | ECNSKLDPTK |  | TTLLKMADCG |  | GLPQISQPAK |
| LAEAFKYFVQ |  | GMGYMPSASM |  | TRLMRSRTAS |  | GSSVTSLDGT |  | RSRSHTSEGT |
| RSRSHTSEGT |  | RSRSHTSEGA |  | HLDITPNSGA |  | AGNSAGPKSM |  | EVSC       |

A: Аланін

C: Цистеїн

D: Аспарагінова кислота

E: Глутамінова кислота

F: Фенілаланін

G: Гліцин

H: Гістидин

I: Ізолейцин

K: Лізин

L: Лейцин

M: Метіонін

N: Аспарагін

P: Пролін

Q: Глутамін

R: Аргінін

S: Серин

T: Треонін

V: Валін

W: Триптофан

Кодований геном білок за функцією належить до фосфопротеїнів. 
Задіяний у таких біологічних процесах, як ацетилювання, альтернативний сплайсинг. 
Локалізований у клітинній мембрані, цитоплазмі, цитоскелеті, ядрі, мембрані.